# Alseno
Alseno é uma comuna italiana da região da Emília-Romanha, província de Piacenza, com cerca de 4.661 habitantes. Estende-se por uma área de 55 km², tendo uma densidade populacional de 85 hab/km². Faz fronteira com Besenzone, Busseto (PR), Castell'Arquato, Fidenza (PR), Fiorenzuola d'Arda, Salsomaggiore Terme (PR), Vernasca.

## Demografia
| Variação demográfica do município entre 1861 e 2011                               |
|                                                                                   |
| Fonte: Istituto Nazionale di Statistica (ISTAT) - Elaboração gráfica da Wikipedia |